# Dynasti
 For alternative betydninger, se Dynasti (flertydig). (Se også artikler, som begynder med Dynasti)
Et dynasti betegner en arvefølge af herskere som tilhører den samme familie og strækker sig over flere generationer (eksempelvis Ming-dynastiet. Et dynasti omtales i nogle tilfælde som et hus, eksempelvis Huset Habsburg el. Huset Glücksburg (som den danske regentfamilie tilhører). Ordet anvendes også som betegnelse for den periode, hvori den pågældende familie el. familie-dynasti herskede.

## Dynastier
- Ming-dynastiet
- Huset Habsburg
- Huset Glücksburg
- Umayyade-dynastiet